# Нова Брезница
Нова Брезница или Пуста Брезница (изписване до 1945 година: Пуста Брѣзница; на македонска литературна норма: Нова Брезница) е село в община Сопище, Северна Македония.

## География
Разположено е високо в прохода между Сува гора от север и Караджица от юг.

## История
В XIX век Пуста Брезница е село в Скопска каза на Османската империя. В „Етнография на вилаетите Адрианопол, Монастир и Салоника“, издадена в Константинопол в 1878 година и отразяваща статистиката на населението от 1873 Брезница е посочено като село в Кичевска каза с 16 домакинства с 62 жители българи.

Според статистиката на Васил Кънчов („Македония. Етнография и статистика“) от 1900 г. Пуста Брезница е населявано от 360 жители българи християни и 180 арнаути мохамедани. Георги Попхристов, който посещава селото през 1904 година, пише, че то се състои от 30 къщи и описва местните жители: 
| „ | Селяните са се занимавали повече с разбойничество и укривателство на хайдути. Хората бяха едри, на физономия страшни, особено като им гледаш ония ти ми перчеми, оставени на главите... | “ |

 През същата година селяните са посветени в дейността на ВМОРО.
На Етнографската карта на Битолския вилает на Картографския институт в София от 1901 година Пуста Бресица е чисто българско село в Кичевската каза на Битолския санджак с 30 къщи.
Цялото християнско население на селото е под върховенството на Българската екзархия. По данни на секретаря на екзархията Димитър Мишев (La Macédoine et sa Population Chrétienne) в 1905 година в Пуста Брезница има 256 българи екзархисти и в селото работи българско училище.
След Междусъюзническата война в 1913 година селото попада в Сърбия.
На етническата си карта от 1927 година Леонард Шулце Йена показва Пуста Брезница (Pusta Breznica) като село с неясен етнически състав.
На етническата си карта на Северозападна Македония в 1929 година Афанасий Селишчев отбелязва Пуста Брезница като българско село.
Според преброяването от 2002 година селото има 85 жители.
| Националност     | Всичко |
| северномакедонци | 83     |
| албанци          | 0      |
| турци            | 0      |
| роми             | 0      |
| власи            | 0      |
| сърби            | 1      |
| бошняци          | 0      |
| други            | 1      |